# 武亚朋
武亚朋（1946年9月30日—），男，黑龙江人，中华人民共和国外交官，曾任中华人民共和国驻福冈总领事。

## 生平
毕业于国际关系学院。1973年，进入中华人民共和国外交部工作，任北京外交人员服务局职员。1987年，任驻日本大使馆二等秘书，后升任一等秘书。1991年，任北京外交人员服务局办公室主任，后升任副局长。1996年，任驻日本大使馆参赞，后升任公使衔参赞。2001年，任外交部行政司司长。2004年9月，出任中华人民共和国驻福冈总领事。2007年10月，自驻福冈总领事离任。

## 家庭
已婚，有一子。